# Mieke Cabout
Mieke Cabout (Gouda, 30 marzo 1986) è una pallanuotista olandese, vincitrice di una medaglia d'oro ai giochi olimpici di Pechino 2008.
È la nipote dell'anch'esso pallanuotista olimpico Joop Cabout.